# Revolutionen i Portugal 1820
Revolutionen i Portugal 1820 utbröt i augusti i staden Porto. En ledarna var José da Silva Carvalho. I januari 1921 beslöt kung Johan VI att bilda en liberal regering och riksmötet cortes utsåg Carvalho till utrikesminister.

## Bakgrund
År 1807 invaderade  Napoleons franska styrkor Portugal. Kung Johan med sin mor Maria och prinsarna Peter och Mikael och hela hovet, sammanlagt 15 000 personer emigrerade till Brasilien. Brasilien var en portugisisk koloni och Portugal styrdes således från Rio de Janeiro. 1815 blev Brasilien ett kungadöme och Portugal en koloni.
1814 besegrades den franska armén och Napoleon abdikerade. Den portugisiska armén stod under befäl av engelsmannen marskalk Beresford. Portugisiska arméofficerare var missnöjda med det engelska inflytandet. 1917 ledde generalen och frimuraren Gomes Freire de Andrade en konspiration mot kungamakten. Revolten stoppades och de Andrade dömdes och avrättades i Lissabon.
Den 22 januari 1818 bildade fyra frimurare i Porto en junta med syftet att införa liberalism i Portugal.

## Revolutionen
Den 24 augusti 1820 började liberala officerare i Porto revoltera under ledning av juristen José da Silva Carvalho. Man begärde att kung Johan skulle återkomma till Portugal och planerade införa en konstitutionell monarki. Revolten spred sig till flera städer och nådde Lissabon den 4 oktober.